# Länsväg 153
Länsväg 153 går mellan Varberg och Värnamo via Gödestad, Rolfstorp, Ullared, Gällared, Ätran, Fegen, Skeppshult, Smålandsstenar, Reftele och Bredaryd. Vägen är 104 km lång. Vägen är tvåfilig hela sträckan förutom delar av sträckan som är gemensam med Riksväg 27 (då den är 2+1-väg). Vägen är till största delen skyltad 90 km/h utanför orterna (förutom sträckan i Varbergs kommun där sträckan växelvis är 70/90 utanför orterna). Vägen skyltas åt väster mot Varberg och åt öster mot Värnamo.

## Historia
Vägen Varberg–Värnamo (centrum till centrum) blev länshuvudväg 105 på 1940-talet. På 1960-talet gavs namnet länsväg 153 till sträckan Varberg–Smålandsstenar, medan vägen Smålandsstenar–Värnamo blev riksväg 26. Några år senare drogs riksväg 26 norrut från Smålandsstenar och vägen Smålandsstenar–Bredaryd blev länsväg 153, och Bredaryd–Värnamo riksväg 27.

## Sträckning

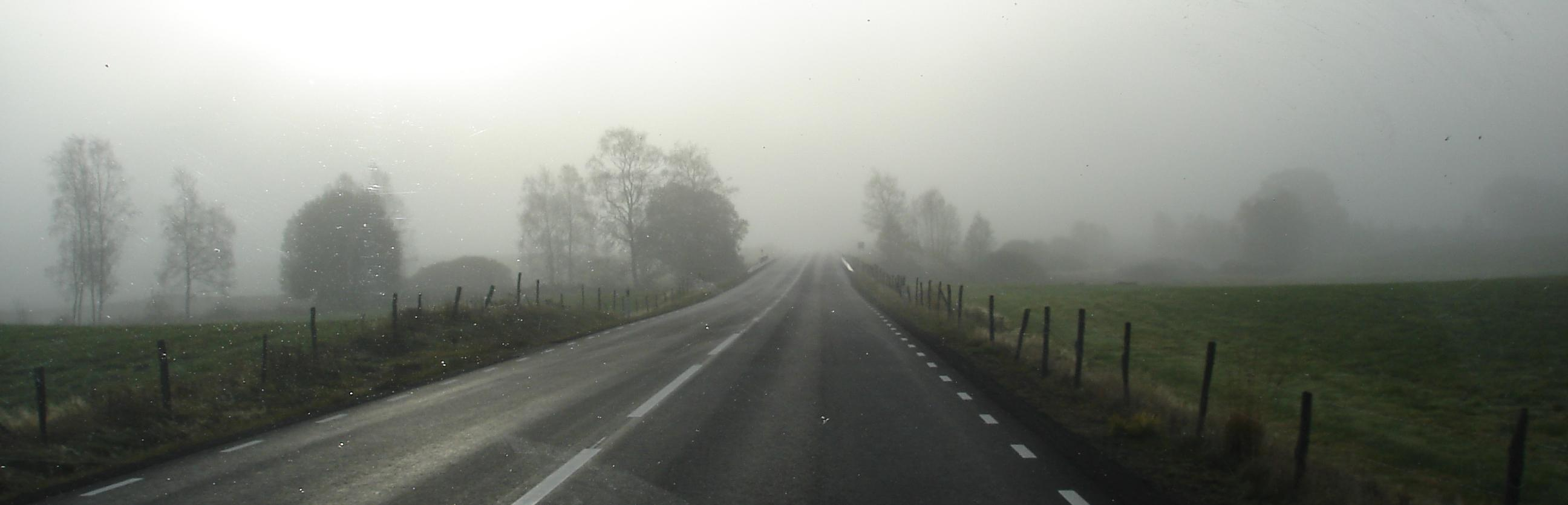
Länsväg 153 strax väster om Ullared. Bilden är tagen i östlig riktning. Vägen är skyltad 90 km/h.

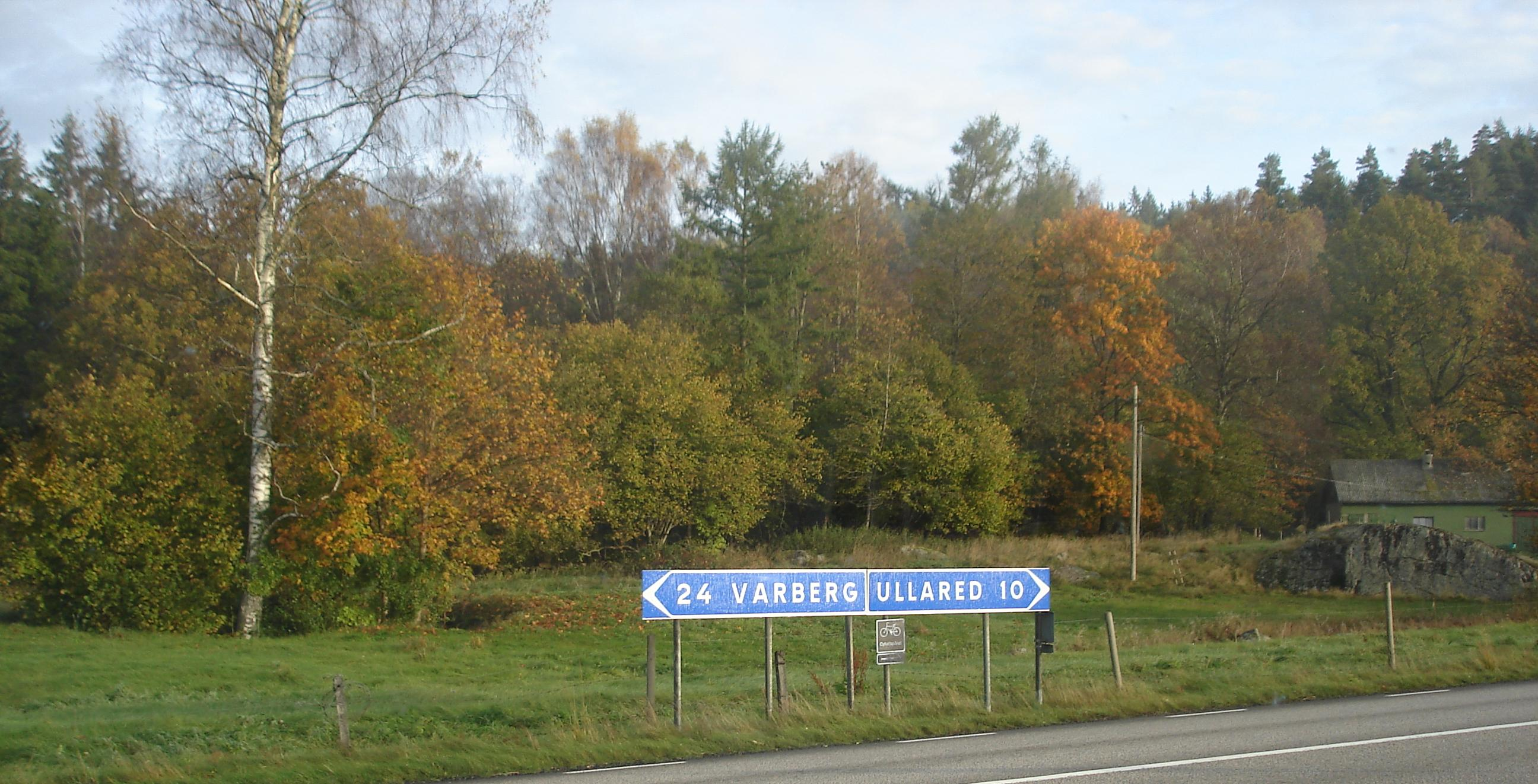
Länsväg 153 i Haksered mellan Varberg och Ullared.

Länsväg 153 börjar i Varbergs centralort vid Lassabackarondellen (där även riksväg 41 börjar). Därifrån går den österut och korsar motorvägen E6/E20 vid trafikplats Åttabro. Vägen fortsätter österut på slätten och passerar efter några kilometer Gödestad. Ytterligare några kilometer österut passeras Rolfstorp. Efter Rolfstorp tar skogen vid och vägen fortsätter österut till Ullared. I Ullared går vägen rakt igenom samhället och korsar där länsväg 154. Vägen fortsätter genom de halländska skogarna och passerar orterna Gällared, Ätran och Fegen. Strax öster om Fegen passeras länsgränsen till Jönköpings län. Efter ytterligare några mil ansluter vägen i en T-korsning till riksväg 26.
Länsväg 153 och riksväg 26 fortsätter gemensamt norrut och passerar samhällena Skeppshult och Smålandsstenar. Inne i Smålandsstenar viker länsväg 153 av åt öster medan Riksväg 26 fortsätter norrut i riktning mot Jönköping. Öster om Smålandsstenar passeras Reftele och Bredaryd. Vid Bredaryd går länsväg 153 och riksväg 27 samman i en rondell och fortsätter gemensamt österut till Värnamo. Vid trafikplatsen med E4 slutar länsväg 153.

## Anslutande vägar
Vägen har anslutning till följande vägar: riksväg 41, E6/E20, länsväg 154, riksväg 26, riksväg 27, länsväg 151 och E4. Vägen passerar dessutom nära länsväg 152 i Bredaryd och länsväg 127 i Värnamo.
|  | Nr       | Namn                        | Skyltning             |
|  | -------- | --------------------------- | --------------------- |
|  |          | i Varberg                   | Borås                 |
|  | motorväg | Trafikplats Varberg Centrum | Göteborg Malmö        |
|  |          | i Ullared                   | Svenljunga Falkenberg |
|  |          |                             | Halmstad              |
|  |          | i Smålandsstenar            | Jönköping             |
|  |          | i Bredaryd                  | Göteborg Karlskrona   |